# Cephalotes dieteri
Espèce
Cephalotes dieteri est une espèce fossile de fourmis arboricoles de la famille des Myrmicinae qui a vécu au Miocène.

## Répartition

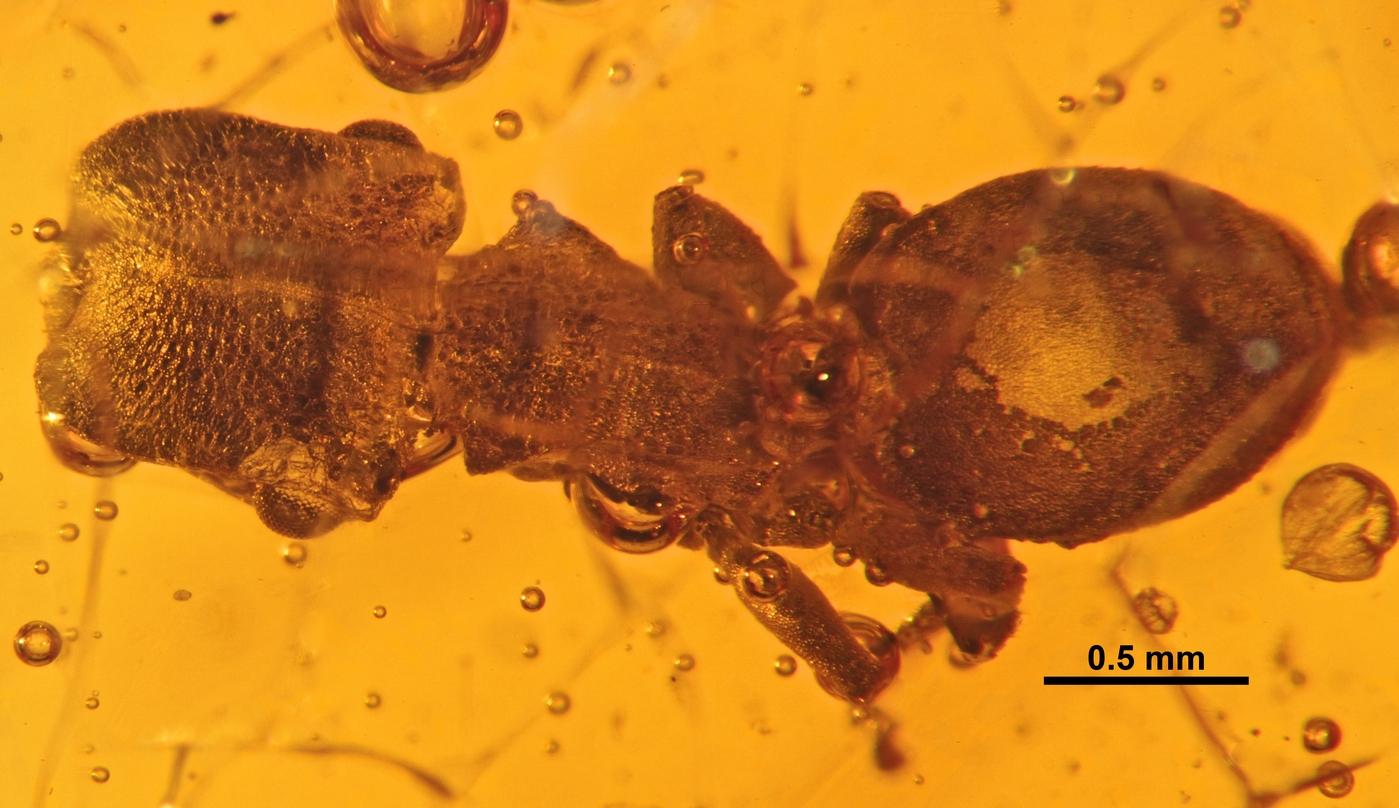
Cephalotes dieteri vue du dessus, dans de l'ambre dominicain, (environ 20 Ma (millions d'années).

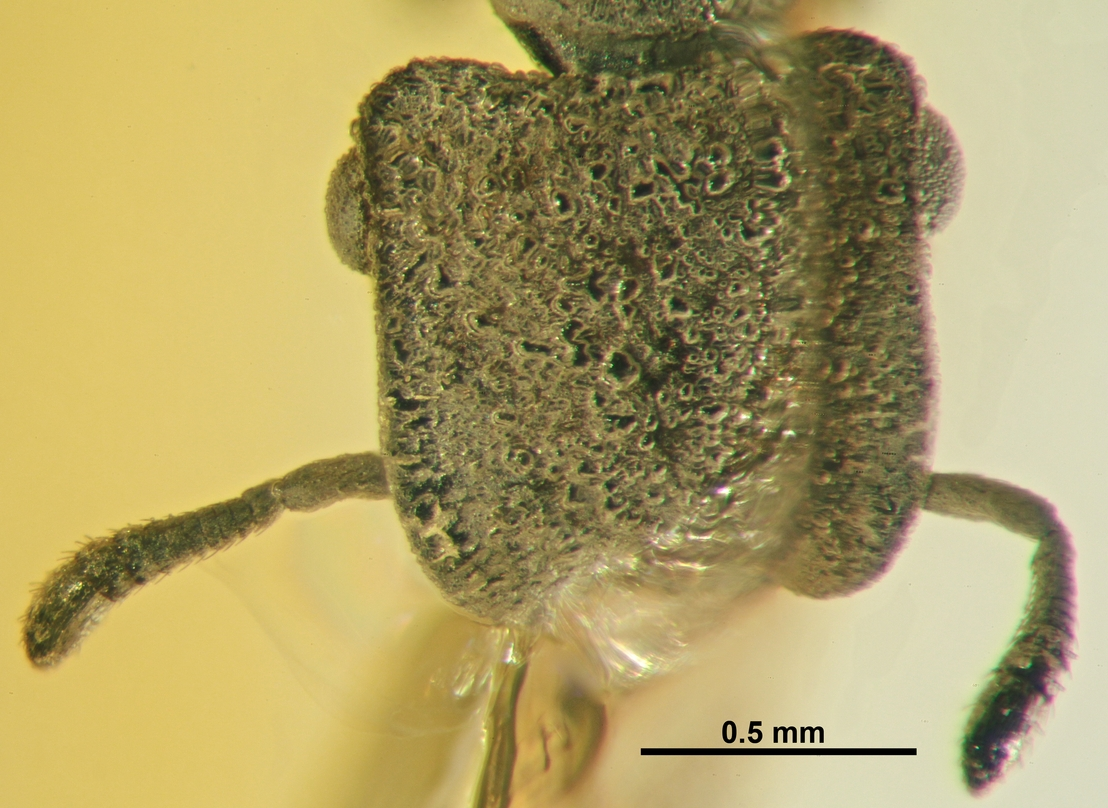
Tête de soldat de Cephalotes dieteri dans de l'ambre dominicain.

Nous ne disposons pas encore de données suffisantes sur l'aire de répartition de cette espèce au Miocène. Cependant, les premiers fossiles ont été retrouvés sur l'île d'Hispaniola, en République dominicaine. 

## Description
Comme les autres espèces du genre Cephalotes, elles étaient caractérisées par l'existence de soldats spécialisés dotés d'une tête surdimensionnée et plate ainsi que des pattes plus plates et plus larges que leurs cousines terrestres. Elles pouvaient ainsi se déplacer d'un arbre à un autre dans une forêt.

## Classification
Le nom valide complet (avec auteur) de ce taxon est Cephalotes dieteri Baroni Urbani (d), 1999.
Cette espèce a été décrite par Cesare Baroni Urbani (d) dans une publication coécrite avec Maria Lourdes de Andrade (d).

### Publication originale
- (en) Maria L. de Andrade et Cesare Baroni Urbani, « Diversity and adaptation in the ant genus Cephalotes, past and present (Hymenoptera, Formicidae) », Stuttgarter Beiträge zur Naturkunde (B), Musée d'histoire naturelle de Stuttgart, vol. 271,‎ 29 janvier 1999, p. 1-889 (ISSN 0341-0153, lire en ligne).